# Gustav Kawerau
Gustav Kawerau (25. února 1847 v Bolesławci – 1. prosince 1918 v Berlíně) byl německý luteránský teolog.
Od roku 1863 studoval evangelickou teologii na univerzitě Fridricha Viléma v Berlíně, kde předtím studoval také gymnázium. Od roku 1866 byl pomocným kazatelem v Berlíně a od roku 1871 pastorem v Langheinersdorfu. V roce 1882 se stal gymnaziálním profesorem v Magdeburku.
V roce 1886 byl jmenován profesorem na Univerzitě Kristiána Albrechta v Kielu, v roce 1892 profesorem na Slezské univerzitě Fridricha Viléma ve Vratislavi.

## Dílo
- Johann Agricola von Eisleben, 1881
- Der Briefwechsel des Justus Jonas, Bd. 1-2, 1885
- Paul Gerhardt, 1907
- s Juliem Köstlinem: Martin Luther, sein Leben und seine Schriften, 1903
- Passional Christi und Antichristi. Lucas Cranachs Holzschnitte mit dem Texte von Melanchthon. Nachbildung einer in der Einleitung sub A. 1 bezeichneten Originalausgabe, 1885
- Aus dem Wittenberger Universitätsleben, 1920
- Caspar Güttel: Ein Lebensbild aus Luthers Freundeskreise, 1882
- Luthers Lebensende in neuester ultramontaner Beleuchtung, 1890/1891
- Hieronymus Emser: ein Lebensbild aus der Reformationsgeschichte, 1898
- Luther in katholischer Beleuchtung: Glossen zu h. Grisars Luthers, 1911